# Stenoxotus ochreoruber
Stenoxotus ochreoruber là một loài bọ cánh cứng trong họ Cerambycidae.